# Islotes de Ramaditas
Los Islotes de Ramaditas son los islotes de Honduras en el Golfo de Fonseca, en el Océano Pacífico, accidente geográfico del tipo saliente, denominado como espiga (geografía). Se encuentra en la frontera de Honduras con El Salvador en la Bahía de «la Unión», el Golfo de Fonseca, océano Pacífico. La soberanía de las mismas fue ratificada por la sentencia de la Corte Internacional de Justicia en 1992 con respecto al caso relativo El Salvador-Honduras, en la que se determino que la frontera sigue el cauce actual que desemboca en el Golfo de Fonseca al noroeste de las Islas Ramaditas, para cubrirlas a modo de cierre hasta el punto final 13°24'26.0"N 87°49'05.0"W. Forma parte del área protegida, el área de Manejo de Hábitat por Especie Bahía de Chismuyo. Se ubica entre entre el Estero Dos Ramos (Honduras) y el Estero El Brujo (El Salvador).